# Carne asada
Carne asada est une expression espagnole désignant une viande (carne) ayant subi une préparation de type asado, c'est-à-dire un processus de cuisson lente, par rôtissage ou grillade. Exemples : agneau, lapin, poulet, légumes,

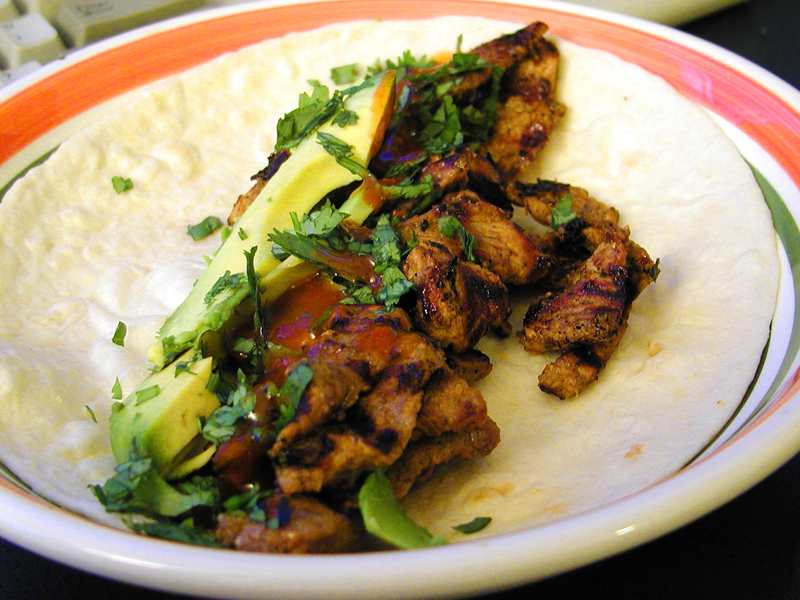
Un taco rempli de carne asada.

De façon plus particulière, cette appellation renvoie ensuite aux différentes techniques de barbecue pratiquées dans les pays d'Amérique latine. Exemple : la culture de l'asado en Argentine,.
En Amérique du Nord, elle se réfère plus spécifiquement aux recettes mexicaines, basées sur un émincé de beefsteak cuit à la braise. Il peut au préalable avoir été aromatisé par marinade ou friction avec divers ingrédients, épices, graisses, condiments, ou sauces,,,.